# Morgan Bolding
Morgan Bolding, född 13 maj 1995, är en brittisk roddare.

## Karriär
Vid U23-VM 2017 i Plovdiv var Bolding en del av Storbritanniens lag som tog brons i åtta med styrman.
Under 2022 var Bolding en del av Storbritanniens lag som tog guld i åtta med styrman vid både EM i München och VM i Račice. Under 2023 var han en del av Storbritanniens lag som försvarade sina guld i åtta med styrman vid både EM i Bled och VM i Belgrad. Under 2024 var Bolding en del av Storbritanniens lag som tog sitt tredje raka EM-guld i åtta med styrman vid EM i Szeged.